# Mekteb
Mekteb ili mejtef (арап. مكتب‎ — škola),, često u arapskom jeziku zvan Kutab (arap. Kuttab) je naziv za (osnovnu) školu kojoj je osnovna svrha da se đaci uče osnovama islamske vjere, osnovama islamskog načina života i ponašanju u društvu, osnovama arapskog pisma (čitanje, pisanje i izgovor), osnovama gramatike arapskog jezika, te učenju (pravilnom iščitavanju) Kurana.

## Ostala značenja
Pojam mekteb među bosanskohercegovačkim i sandžačkim muslimanima predstavlja osnovnu islamsku versku školu, što je slučaj i sa značenjem na arapskom jeziku, t.j. u svim zemljama sa većinskim arapskim stanovništvom. Na persijskom jeziku u Avganistanu ovaj pojam označava i osnovnu i srednju školu.
Islamska verska škola višeg nivoa od mekteba se zove medresa (srednja i viša škola), a visoka ili velika škola zove se mektebali.

## Spoljašnje  veze
- Maktab, Enciklopedija Britanika
- Onlajn mekteb za decu Архивирано на веб-сајту  (13. август 2021)